# Cuphea
Genre
Classification APG III (2009)
Synonymes
- Cuphaea Moench, orth. var.
- Melanium P.Browne
- Melvilla A.Anderson
- Parsonsia P.Browne[2]

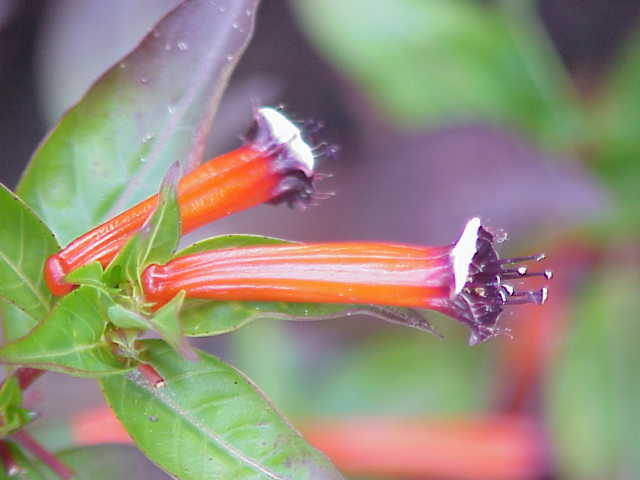
Les fleurs de Cuphea ignea ressemblent par leur couleur à de petits cigares se consumant, d'où leur nom de "plante-cigare"

Cuphea est un genre de plantes à fleur de la famille des Lythraceae, qui comprend environ 260 espèces, originaires des régions tempérées chaudes et tropicales des Amériques. Les espèces du genre comprennent de petites herbacées annuelles ou vivaces et des arbustes semi-ligneux atteignant jusqu'à 2 mètres de hauteur. Généralement, ils sont connus comme Cupheas, ou, dans le cas de certaines espèces, comme plante-cigare. Le nom générique est dérivé du grec mot κυφος (kyphos), signifiant "plié", "courbé" ou "bosselé".

## Utilisations

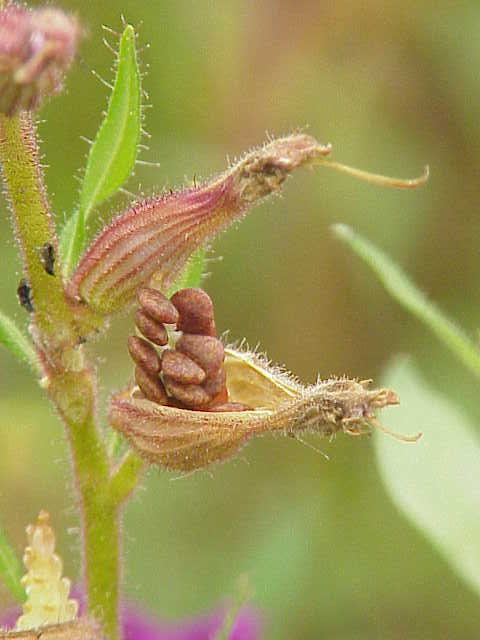
Fruit de Cuphea hyssopifolia avec ses graines visibles.

Plusieurs espèces de  Cuphea sont populaires comme plantes ornementales ou comme mellifères. Cuphea ignea cv. 'David Verity' et Cuphea micropetalia sont réputées pour attirer les colibris.
Certaines espèces de Cuphea sont utilisés pour produire de l'huile de cuphea, intéressante en tant que sources de triglycérides à chaîne moyenne. Pour la plupart des utilisations, l'huile de cuphea a des propriétés similaires à l'huile de noix de coco ou à l'huile de palme, ces dernières, obtenue à partir de plantes strictement tropicales et responsable de déforestation massive (en particulier dans le dernier cas). Il a donc été suggéré que la production d'huile de  Cuphea pouvait constituer une précieuse source de revenus pour les agriculteurs dans les régions tempérées, et répondre à la demande croissante (par exemple, pour la production de biodiesel), et parallèlement, contribuer à diminuer la pression sur les forêts tropicales. Les premières tentatives de production commerciale ont porté sur un hybride de Cuphea lanceolata et Cuphea viscosissima ("Clammy Cuphea"). 
En Amérique du Nord, il a été montré que l'utilisation de Cuphea dans la rotation des cultures améliorait les récoltes agricoles. La rotation de cultures est généralement pratiquée pour améliorer la qualité des sols, contrôler les organismes nuisibles, et diminuer l'utilisation d'engrais et de pesticides. Les chercheurs du Service de Recherche Agricole (USDA) ont montré que l'addition de Cuphea dans les rotations avec le maïs et le blé a eu des effets positifs sur la récolte suivante, y compris une augmentation du rendement et des taux plus élevés en protéines.
L'huile des graines de certaines espèces présente une composition originale avec un acide gras particulier dominant largement sa composition. Ainsi, l'huile de Cuphea painteri contient environ trois-quarts d'acide caprylique. De même, celle de Cuphea carthagenensis est composée à environ 80% d'acide laurique. L'huile de Cuphea koehneana est probablement la plus riche source naturelle en un seul acide gras, avec une composition de 95% d'acide caprique.

## Sélection d'espèces
- Cuphea aspera Chapman

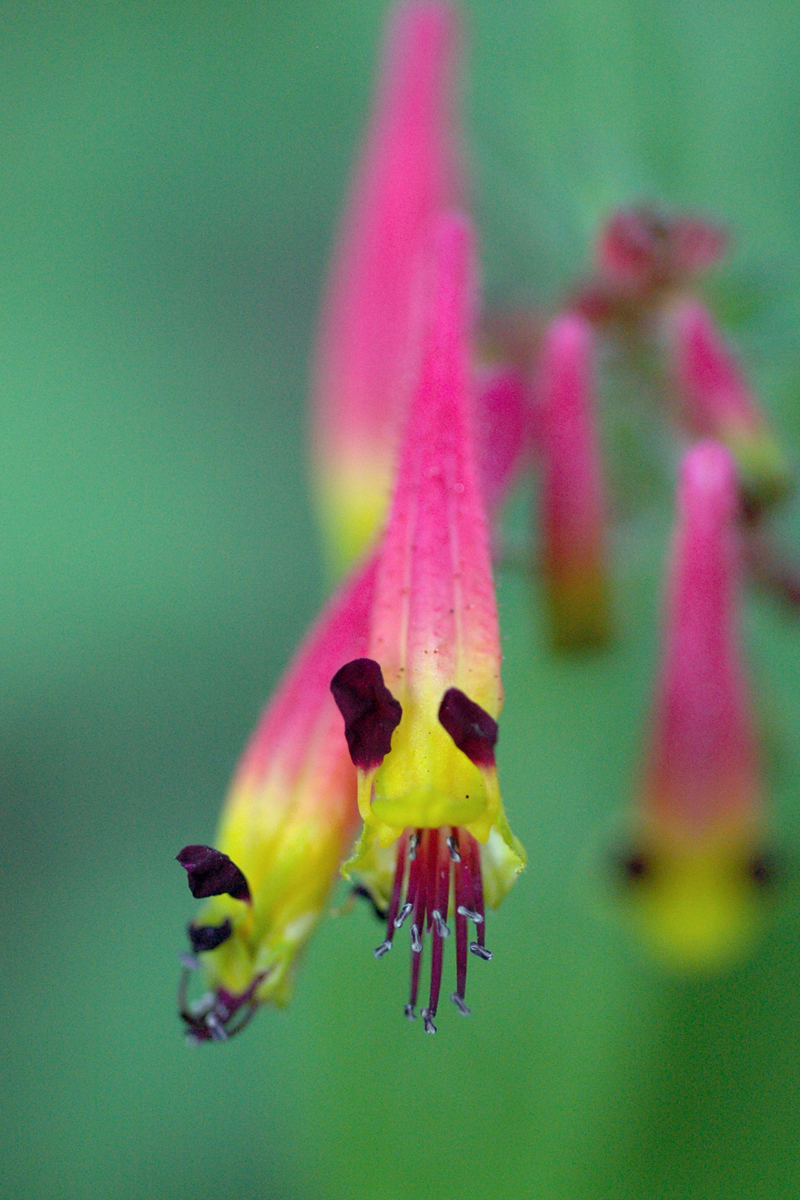
Fleurs de Cuphea cyanea.

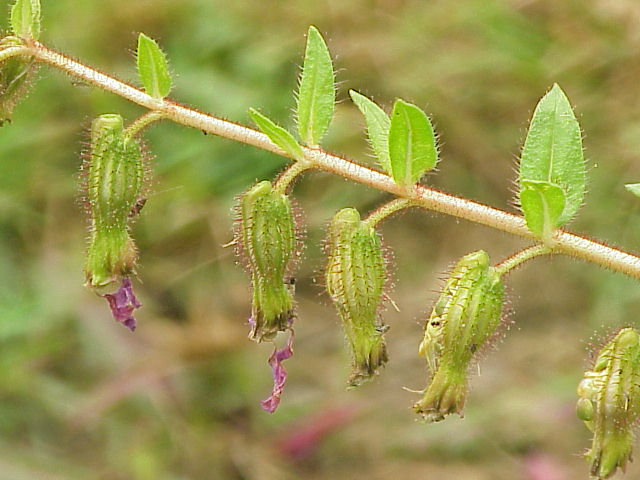
Fruits de Cuphea procumbens.

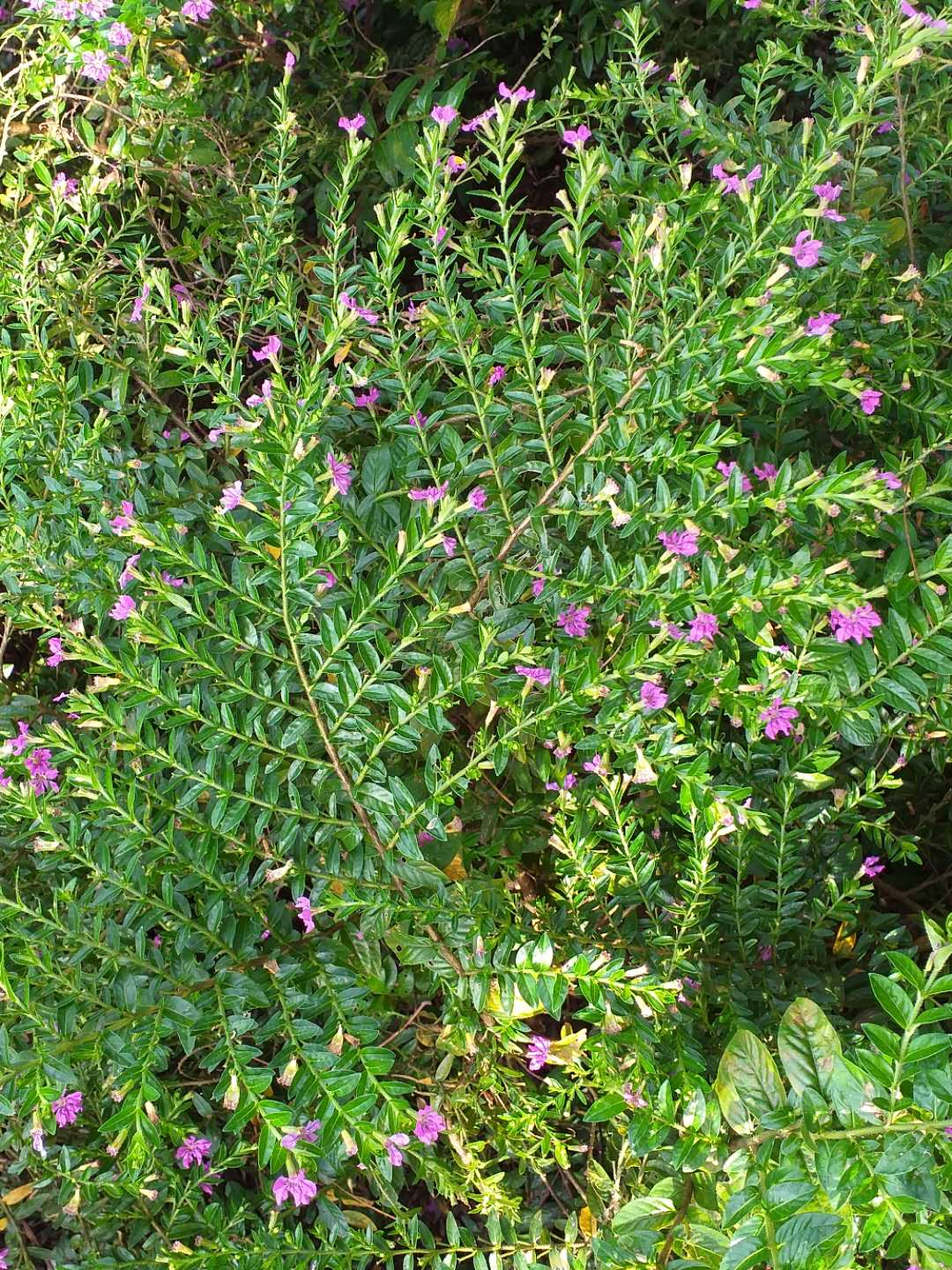
Forme et structure de branche de Cuphea hyssopifolia.

- Cuphea carthagenensis (Jacq.) J.F.MacBr.
- Cuphea cyanea DC.
- Cuphea decandra W.T.Aiton
- Cuphea elegans
- Cuphea epilobiifolia
- Cuphea hookeriana Walp.
- Cuphea hyssopifolia Kunth – false heather ("fausse bruyère"), Mexican heather ("bruyères du Mexique")
- Cuphea ignea A.DC.
- Cuphea ingrata Cham. et Schltdl.
- Cuphea jorullensis Kunth
- Cuphea koehneana Rose
- Cuphea laminuligera Koehne
- Cuphea lanceolata W.T.Aiton
- Cuphea linarioides Cham. et Schltdl.
- Cuphea llavea Lex. – bat-faced cuphea [4]
- Cuphea lutea Rose
- Cuphea lutescens Hoehne
- Cuphea melvilla Lindl.
- Cuphea mesostemon Koehne
- Cuphea micropetala Kunth
- Cuphea nudicostata
- Cuphea painteri Rose
- Cuphea parsonsia (L.) R.Br. ex Steud. – island wax weed
- Cuphea procumbens Ortega
- Cuphea salvadorensis Standl.
- Cuphea speciosa Mart.
- Cuphea strigulosa
- Cuphea viscosissima Jacq. – clammy cuphea, blue waxweed, tarweed
- Cuphea wrightii A.Gray[5]